# Катумбела
Катумбела (порт. Catumbela) — город и муниципалитет в провинции Бенгела в Анголе.

## История
Вила-да-Катумбела была основана в 1836 году по приказу королевы Португалии Марии II как сельскохозяйственная колония. В 1846 году была построена крепость Катумбела (редут Сан-Педро), которая сегодня является историческим памятником.
Между 1856 и 1864 годами начали появляться первые фермы, такие как Сан-Педро, фазенда Маравилья-ду-Кассекель, фазенда Лембети. Эти специализировались на выращиванием хлопка, а затем сахарного тростника для производства бренди.
В 1883 году началось строительство дороги, соединяющей Бенгелу и Катумбелу, которое было завершено в 1889 году.
5 октября 2011 года актом исполнительной власти Анголы Катумбела был преобразован в муниципалитет, поскольку до этого времени она была одной из коммун муниципалитета Бенгела.

## Описание
В муниципалитет Катумбела, помимо собственно города входят коммуны Гама, Биопио и Прайя-Бебе. Население составляет 175805 человек (оценка на 2014 год). 
Есть железнодорожная станция и международный аэропорт Катумбела. В городе есть четыре моста ведущие через реку Катумбела.
В последние годы развивается туристический бизнес.